# Jelena Wladimirowna Rybkina
Jelena Wladimirowna Rybkina (russisch Елена Владимировна Рыбкина, englisch Elena Rybkina; * 24. April 1964 in Moskau, Sowjetunion) ist eine ehemalige sowjetische und russische Badmintonspielerin.

## Sportliche Karriere
Jelena Rybkina hatte bereits sechs internationale Titel erkämpft, bevor sie erstmals bei den nationalen Meisterschaften auf dem obersten Treppchen stand. 1992 gewann sie bei der Europameisterschaft überraschend Bronze im Dameneinzel.
1992 und 1996 nahm sie an Olympia teil. Bei ihrer ersten Teilnahme startete sie nur im Einzel und wurde neunte. Vier Jahre später war sie sowohl im Einzel als auch im Doppel am Start, wurde aber in beiden Disziplinen nur 17.

## Sportliche Erfolge
| Saison    | Veranstaltung                                          | Disziplin   | Name                                   |
| --------- | ------------------------------------------------------ | ----------- | -------------------------------------- |
| 1985      | King Mahendra Memorial                                 | Damendoppel | Svetlana Belyasova / Elena Rybkina     |
| 1985      | Schweiz: Internationale Meisterschaften                | Damendoppel | Tatyana Litvinenko / Jelena Rybkina    |
| 1985      | Schweiz: Internationale Meisterschaften                | Mixed       | Vitaliy Shmakov / Jelena Rybkina       |
| 1985      | UdSSR: Internationale Meisterschaften                  | Damendoppel | Svetlana Belyasova / Jelena Rybkina    |
| 1985      | Ungarn: Internationale Meisterschaften                 | Mixed       | Nikolai Kalinski / Jelena Rybkina      |
| 1985      | Ungarn: Internationale Meisterschaften                 | Damendoppel | Jelena Rybkina / Ljudmila Galjamowa    |
| 1985      | Ungarn: Internationale Meisterschaften                 | Dameneinzel | Jelena Rybkina                         |
| 1986      | Sowjetische Badmintonmeisterschaft                     | Damendoppel | Tatyana Litvinenko / Jelena Rybkina    |
| 1986      | Tschechoslowakische Internationale Meisterschaften     | Damendoppel | Ljudmila Galjamowa / Jelena Rybkina    |
| 1986      | Tschechoslowakische Internationale Meisterschaften     | Mixed       | Andrei Antropow / Jelena Rybkina       |
| 1987      | Sowjetische Badmintonmeisterschaft                     | Damendoppel | Swetlana Beljassowa / Jelena Rybkina   |
| 1987      | Sowjetische Badmintonmeisterschaft                     | Damendoppel | Swetlana Beljassowa / Jelena Rybkina   |
| 1987/1988 | DDR: Internationales Werner-Seelenbinder-Gedenkturnier | Dameneinzel | Jelena Rybkina                         |
| 1988      | Sowjetische Badmintonmeisterschaft                     | Dameneinzel | Jelena Rybkina                         |
| 1988      | UdSSR: Internationale Meisterschaften                  | Damendoppel | Jelena Rybkina / Irina Serova          |
| 1988      | Tschechoslowakische Internationale Meisterschaften     | Dameneinzel | Jelena Rybkina                         |
| 1989      | Austrian International                                 | Mixed       | Andrei Antropow / Jelena Rybkina       |
| 1989      | Austrian International                                 | Dameneinzel | Jelena Rybkina                         |
| 1989      | Sowjetische Badmintonmeisterschaft                     | Damendoppel | Jelena Rybkina / Vlada Chernyavskaya   |
| 1989      | Sowjetische Badmintonmeisterschaft                     | Dameneinzel | Jelena Rybkina                         |
| 1989      | Sowjetische Badmintonmeisterschaft                     | Mixed       | Andrei Antropow / Jelena Rybkina       |
| 1989      | UdSSR: Internationale Meisterschaften                  | Dameneinzel | Jelena Rybkina                         |
| 1989/1990 | EBU Circuit                                            | Dameneinzel | Jelena Rybkina                         |
| 1990      | UdSSR: Internationale Meisterschaften                  | Dameneinzel | Jelena Rybkina                         |
| 1990      | Österreich: Internationale Meisterschaften             | Dameneinzel | Jelena Rybkina                         |
| 1990      | UdSSR: Internationale Meisterschaften                  | Damendoppel | Jelena Rybkina / Wlada Tschernjawskaja |
| 1990      | Sowjetische Badmintonmeisterschaft                     | Dameneinzel | Jelena Rybkina                         |
| 1990      | Österreich: Internationale Meisterschaften             | Damendoppel | Jelena Rybkina / Wlada Tschernjawskaja |
| 1990      | Sowjetische Badmintonmeisterschaft                     | Damendoppel | Jelena Rybkina / Wlada Tschernjawskaja |
| 19901991  | EBU Circuit                                            | Dameneinzel | Jelena Rybkina                         |
| 1991      | Sowjetische Badmintonmeisterschaft                     | Dameneinzel | Jelena Rybkina                         |
| 1991      | Wimbledon Open                                         | Dameneinzel | Jelena Rybkina                         |
| 1991      | Österreich: Internationale Meisterschaften             | Damendoppel | Jelena Rybkina / Wlada Tschernjawskaja |
| 1991      | Kanada: Internationale Meisterschaften                 | Dameneinzel | Jelena Rybkina                         |
| 1991      | Sowjetische Badmintonmeisterschaft                     | Damendoppel | Jelena Rybkina / Tatjana Chochlowa     |
| 1991      | Swiss Open                                             | Dameneinzel | Jelena Rybkina                         |
| 1991      | Österreich: Internationale Meisterschaften             | Dameneinzel | Jelena Rybkina                         |
| 1991      | Sowjetische Badmintonmeisterschaft                     | Dameneinzel | Jelena Rybkina                         |
| 1991/1992 | EBU Circuit                                            | Dameneinzel | Jelena Rybkina                         |
| 1992      | Portugal: Internationale Meisterschaften               | Dameneinzel | Jelena Rybkina                         |
| 1992      | Amor International                                     | Dameneinzel | Jelena Rybkina                         |
| 1994      | Russische Einzelmeisterschaften                        | Damendoppel | Marina Andrijewskaja / Jelena Rybkina  |
| 1995      | Tschechische Internationale Meisterschaften            | Dameneinzel | Jelena Rybkina                         |
| 1995      | Russische Einzelmeisterschaften                        | Dameneinzel | Jelena Rybkina                         |
| 1995      | French Open                                            | Dameneinzel | Jelena Rybkina                         |
| 1995      | Wales: Internationale Meisterschaften                  | Dameneinzel | Jelena Rybkina                         |
| 1995      | Wales: Internationale Meisterschaften                  | Damendoppel | Jelena Rybkina / Marina Yakusheva      |